# Heyy Babyy
Pour plus de détails, voir Fiche technique et Distribution.
Heyy Babyy est un film indien réalisé par Sajid Khan, sorti en 2007.
C'est le remake du film français Trois hommes et un couffin réalisé en 1985 par Coline Serreau.

## Synopsis
À Sydney, trois célibataires endurcis et dragueurs découvrent un bébé sur leur paillasson. Tout d’abord perturbés par l’arrivée de ce petit être, ils sont par la suite de vrais papas poules, mais la mère de l’enfant revient.

## Fiche technique
- Titre : Heyy Babyy
- Réalisateur : Sajid Khan
- Scénario : Sajid Khan, Milap Zaveri et Renuka Kunzru
- Musique : Shankar Mahadevan, Loy Mendonsa, Salim Merchant et Ehsaan Noorani
- Photographie : Himman Dhamija
- Montage : Rameshwar S. Bhagat
- Production : Sajid Nadiadwala
- Société de production : Nadiadwala Grandson Entertainment
- Pays de production :  Inde
- Genre : Comédie dramatique
- Durée : 144 minutes
- Date de sortie : 2007

## Distribution
- Akshay Kumar : Arush
- Fardeen Khan : Ali (Al)
- Ritesh Deshmukh : Tanmay Joglekar
- Vidya Balan : Isha Sahni
- Juanna Sanghvi : Angel
- Boman Irani : Bharat Sahni
- Ricky Sandhu : Arjun
- Sindhura Gadde : Devika Sharma
- Anupam Kher : Malhotra
- Shahrukh Khan : Raj Malhotra